# 王天一
王天一（1989年4月23日—），北京人，中国象棋棋手。2005年获得全国少年象棋锦标赛16岁年龄组冠军，晋升象棋大师。2012年获得全国象棋个人赛冠军，成为特级大师。
截至2023年，王天一四次夺得全国个人赛冠军（2012、2016、2019和2023）并达成连续十年象棋等级分世界第一的创举，被普遍认为是历史最佳棋手之一，由于以“半路出家”的身份横空出世，获得“外星人”的外号。2023年5月11日，王天一在第八届全国象棋青年大师赛决赛中先手击败孙逸阳特级大师，成为首个实时等级分超过2800分的选手。2024年9月19日，因买棋卖棋操纵比赛，王天一被中国象棋协会终身禁赛并撤销特级大师称号。

## 生平
1989年4月23日，王天一出生于北京，名字来自于“天人合一”。1995年，他开始学习象棋，曾获得三次少年赛冠军，2005年升为象棋大师，但并未走职业棋手的道路，上学时每周只练两天棋，其余时间正常上学。据王自述：“直到上了大学，我的业余时间多了，我也觉得有一定的天赋，所以决定挑战一下（职业赛场）”，这与大多数职业棋手不同，因此他也被视为“半路出家”。
他在高中时学习理科，后进入北京大学学习信息管理。2009年，他作为北京大学在校生参加职业比赛，在第一届全国智力运动会代表北京队获得青年男子团体冠军。2012年，他在“磐安伟业杯”第47届全国象棋个人锦标赛男子组夺冠，升为特级大师。2014年开始，其国内象棋等级分超过许银川成为第一，并随后持续保持第一。
他曾效力于北京队、内蒙古队（2014）、成都队（2015）。2015年，广西跨世纪队重金聘请王天一、王跃飞等，但次年象甲联赛广西队并未报名。2016年6月15日，天一和王跃飞发布联合声明表示广西跨世纪集团有限公司严重拖欠工资、奖金，对簿公堂。2018年10月25日，两人终审获胜。
2018年3月，他签约杭州棋院，2022年象甲联赛，王天一首次作为教练率领杭州队出战，自己只输1盘，成为常规赛和季后赛双MVP，并带领队伍首次夺得联赛总冠军。截至2023年，王天一已经六夺象甲射手王。

## 评价
截至2023年，王天一已连续十年等级分第一。他并非常见的科班出身，直到上大学之前都只是在业余时间练棋，以“半路出家”的身份横空出世，因此获得“外星人”的外号。此外，他也被称为“当代象棋标杆”，但自认为“现在除了我之外，郑惟桐、谢靖、蒋川、赵鑫鑫也是非常有竞争力的。可能我在这十年的成绩要好一些，但谈不上是垄断性的优势，大家还是处于相互竞争、共同进步的过程。”
早年，他常被棋迷与许银川进行比较，在2012年王夺得全国象棋个人锦标赛男子组冠军后，许银川说“天一夺冠是实至名归的。后浪推前浪，象棋运动也离不开这样的客观规律，这也是事业的希望所在。”

## 争议

### 冒名参赛
第七届农运会上，王天一化名“王天弈”代表北京队参赛，并赢得了象棋男子快棋赛的冠军。然而，比赛资格审查办法明确规定“专业运动员不能参加本届农运会”，此事经《广州日报》2012年9月18日报道之后引起巨大反响。事后，他在微博道歉：“就日前热传的农运会冒名参赛一事，因种种原因一直没有做出公开回应。今日我谨代表个人郑重表态，向各界关心支持我的朋友表示歉意，关于此事我已深知悔过，并将以此为训。提高自己的棋品棋艺，以更好的面貌为象棋事业贡献一份力量。”
新华社评论称“他还是一名人生观、世界观正在形成阶段的大学生。应该深挖严责的，是躲在幕后操纵底线的导演们。”除去王之外，比赛还有多名冒名参赛棋手，成绩均遭取消，中国棋院院长刘思明表将展开调查。

### 软件作弊的质疑
2012年11月6日，孙勇征发微博暗指王天一作弊。王天一要求举办十番棋对决以证清白，并表示“对于本人的质疑由来已久，我本想抱着不予理会、认真下棋的态度，用时间去证明。我之前也发了一条微博，希望这些人能有所收敛。不料人善被人欺，那我也只有正面这些挑衅、质疑者，我们用棋说话，否则就请闭上你的嘴巴”。但比赛被中国棋院叫停。
郑惟桐也曾质疑王天一作弊。2022年10月北京梅橘体育文化开始组织举办郑惟桐与王天一的十番棋比赛，但次年1月11日，该公司法人刘笑表示虽然自己已尽力满足郑惟桐方“取消棋手宣传义务”、“删除违约赔偿”、“增加国家级反作弊设备”等要求，而郑惟桐方仍然反悔。王天一则发文《致敬爱的郑特大》说：“最后用一句话告诉你为什么我是十年第一，你是九年第二：我用心下棋，你用力要赢。”
关于王天一开软件作弊的质疑从未得到任何证实。中国象棋界许多名宿如胡荣华和许银川都对王天一表示支持，柳大华说：“现在年轻人利用高科技作弊的手段我不太清楚，但王天一的棋下得很好，是今年的象甲得分王、个人赛冠军，又是北京精英智运会选拔赛的冠军，这不是偶然的吧。”

### 涉嫌贿赂和“买棋”“卖棋”
据经济观察报引述多位知情者消息，王天一于2024年4月23日因涉嫌“非国家工作人员受贿”被杭州警方调查，此后他长期未公开露面或直播。
2024年8月23日，经济观察网再次引述知情者的消息，称王天一已被杭州检方批准逮捕。知情人称王天一涉嫌在象棋比赛中“买棋”和“卖棋”，“买棋”指自己或者通过另一位中国象棋特级大师王跃飞给予对手好处，以赢得比赛，获取象棋等级分排名优势；卖棋指收受对手钱财，在比赛中故意输棋。其中，王天一和王跃飞涉嫌“买棋”的金额，累计超过了80万元人民币。
9月19日，中国象棋协会发出公告，给予王天一和王跃飞终身禁赛，撤销由中国象棋协会授予的包括特级大师在内的所有技术等级称号的处罚。
2025年5月9日，王天一受審。